# بيرس هولت
بيرس هولت (بالإنجليزية: Pierce Holt)‏ هو لاعب كرة قدم أمريكية أمريكي، ولد في 1962 في مارلين في الولايات المتحدة.

## وصلات خارجية
- بيرس هولت على موقع مرجع كرة القدم المحترفة.كوم (الإنجليزية)